# 孟定府
孟定府（もうていふ）は、中国にかつて存在した府。明代から清代にかけて、現在の雲南省耿馬タイ族ワ族自治県一帯に設置された。

## 概要
1294年（至元31年）、元により孟定路が置かれた。
1382年（洪武15年）、明により孟定路は孟定禦夷府と改められた。孟定禦夷府は雲南省に属し、耿馬安撫司を管轄した。はじめ刀氏が、のちに罕氏が土司として知府を世襲した。
清のとき、孟定土府は永昌府に属した。
1913年、中華民国により孟定土府は廃止された。